# ليرا ماكي
ليرا ماكي (بالإنجليزية: Lyra McKee)‏‏ (1990 - 2019)، كانت صحفية من أيرلندا الشمالية. في 18 أبريل 2019 أُطلق عليها النار أثناء أعمال الشغب في منطقة كريجان في ديري بأيرلندا الشمالية، فتوفيت على الفور.

## روابط خارجية
- ليرا ماكي على موقع IMDb (الإنجليزية)
- ليرا ماكي على موقع قاعدة بيانات الفيلم (الإنجليزية)